# Округ Доња Ана (Њу Мексико)
Доња Ана (енгл. Doña Ana County) је округ у америчкој савезној држави Њу Мексико.

## Демографија
По попису из 2010. године број становника је 209.233, што је 34.551 (19,8%) становника више него 2000. године.
| Група             | 2000.           | 2010.           |
| Белци             | 56.688 (32,5%)  | 62.992 (30,1%)  |
| Афроамериканци    | 2.723 (1,6%)    | 3.656 (1,7%)    |
| Азијати           | 1.330 (0,8%)    | 2.227 (1,1%)    |
| Хиспаноамериканци | 110.665 (63,4%) | 137.514 (65,7%) |
| Укупно            | 174.682         | 209.233         |